# Campeonato Mundial de Snooker de 2014
O Campeonato Mundial de Snooker de 2014 foi a edição de 2014 do Campeonato Mundial de Snooker, decorrendo de 19 de abril a 5 de maio de 2014 no Crucible Theatre de Sheffield, na Inglaterra. O vencedor foi Mark Selby, que venceu o anterior campeão mundial Ronnie O'Sullivan por 18-14. Foi o primeiro campeonato mundial ganho por Selby, e a quarta vez que venceu um torneio a contar para o ranking.

## Resumo do torneio

### Qualificatórias
- Houve vários jogadores famosos que perderam na fase qualificatória, incluindo os antigos campeões do mundo Steve Davis,[2] Mark Williams,[3] Graeme Dott,[4] e Peter Ebdon.[5] Também falharam a presença o seis vezes vice-campeão  Jimmy White,[6] e o duas vezes vice-campeão Matthew Stevens.[7]
- A derrota de Williams por 8–10 frente a Alan McManus fê-lo não chegar ao Crucible pela primeira vez desde 1996.[8]
- A derrota de Ebdon por 8–10 frente a Robin Hull é a sua primeira ausência como profissional desde 1991,[5] tendo atingido 22 presenças consecutivas.[9]
- A derrota de Dott por 7–10 frente a Kyren Wilson é a sua primeira ausência no Crucible desde o Campeonato Mundial de Snooker de 1999.[4]
- Pela primeira vez, não houve nenhum jogador galês automaticamente qualificado para jogar no Crucible.[7] Três galeses (Dominic Dale, Michael White e Ryan Day), conquistaram lugares na primeira ronda através das qualificatórias.[10]
- Com 44 anos, Ken Doherty venceu Dechawat Poomjaeng 10–5 na ronda qualificatória para se tornar no mais velho dos jogadores no Crucible em 2014.[11][12]

### Primeira ronda
- Estreantes no Crucible foram Kyren Wilson,[13] Michael Wasley,[14] Xiao Guodong,[15] e Robbie Williams.[16]
- Ken Doherty venceu os últimos sete frames do jogo da primeira ronda contra Stuart Bingham com o resultado final 10–5,[17] no que foi a sua primeira vitória no Crucible desde o Campeonato Mundial de Snooker de 2006.[18]
- O frame final da primeira ronda entre Ricky Walden e Kyren Wilson demorou 73 minutos e 13 segundos,[19] o que é menos de dois minutos do que o recorde no Crucible de 74 m 58 s entre Stephen Maguire e Mark King em 2009.[20] Walden ganhou o frame e chegou a uma vitória 10–7.[21]
- O número 1 do mundo, Neil Robertson tenta ser o primeiro jogador a atingir 100 tacadas de 100 ou mais pontos numa época como profissional. Começou o campeonato contra Robbie Williams com 93 tacadas de 100 ou mais pontos em competições,[22] e conseguiu tacadas de 132, 103, 140, e 102 para chegar a 97.[23][24]

### Segunda ronda
- Embora nunca estivesse à frente nas primeiras duas sessões, o campeão em título Ronnie O'Sullivan derrotou Joe Perry 13–11 para atingir a 16.ª presença da sua carreira profissional em quartos de final do campeonato mundial.[25]
- Alan McManus venceu Ken Doherty 13–8 e qualificou-se para a sua quarta presença em quartos de final em campeonatos do mundo,[26] e pela primeira vez desde 2005, quando também tinha vencido Doherty na segunda ronda.[27]
- Dominic Dale venceu Michael Wasley 13–4 para atingir a sua primeira presença em quartos de final do campeonato do mundo desde o Campeonato Mundial de Snooker de 2000.[28]
- Ao derrotar Mark Allen 13–7, Neil Robertson juntou mais duas entradas de 100 ou mais pontos à sua conta, elevando o total da época para 99. Nos últimos dois frames fez breaks de 94 e 92, por pouco falhando a sua 100.ª entrada de 100 ou mais pontos da temporada.[29]
- Barry Hawkins encontrou Ricky Walden numa repetição da semi-final do ano anterior.[30] Hawkins venceu outra vez Walden, desta vez por 13–11, para chegar pela segunda vez aos quartos de final do campeonato mundial.[31]

### Quartos de final
- Mark Selby venceu oito dos nove frames da segunda sessão contra Alan McManus,[32] após a primeira sessão só ter tido sete frames,[33] e ganhou o encontro por 13–5.[34]
- Ronnie O'Sullivan venceu 13 dos 14 últimos frames para ultrapassar Shaun Murphy 13–3,[35] e vencer o encontro com uma sessão dispensada.[36]
- Barry Hawkins atingiu uma vantagem de 6–2 sobre Dominic Dale na primeira sessão,[37] e estendeu a liderança para 11–5.[38] Na sessão final, Dale ripostou com sete vitórias seguidas, para lidarar por 12–11, mas Hawkins conseguiu vencer os dois últimos frames para vencer o jogo 13–12.[39] Hawkins will meet O'Sullivan in the semi-finals, in a repeat of the previous year's final.[40]
- Neil Robertson perdia face a Judd Trump 2–6 após a primeira sessão, e 6–9 após a segunda, mas venceu sete dos últimos nove frames (incluindo os últimos cinco) para vencer o jogo por 13–11.[41]
- No seu 22.º frame dos quartos de final, Neil Robertson atingiu a sua 100.ª entrada de 100 ou mais ponto da época 2013/2014, tornando-se o primeiro jogador na história do snooker a atingir esta marca.[42]

### Meias-finais
- Ronnie O'Sullivan encontrou Barry Hawkins no que foi a repetição da final do campeonato de 2013,[43] and won 17–7 to reach his sixth World Championship final.[44] O'Sullivan tornou-se no primeiro jogador em 10 anos a ganhar os quartos de final e a meia final sem necessitar da última sessão.[45] Em 2004, fizera-o frente a Anthony Hamilton 13–3 e Stephen Hendry 17–4.[46]
- Num encontro que durou 12 horas e 4 minutos,[47] Mark Selby venceu Neil Robertson por 17–15 para atingir pela segunda vez a final do campeonato do mundo.[48] Selby já tinha estado na final de 2007, quando perdeu frente a John Higgins.[49] Durante o encontro, Robertson aumentou o seu recorde de entradas de 100 ou mais pontos para 103[50] mas perdeu a sua posição de n.º 1 do ranking mundial.[51]

### Final
- Com o 23.º frame a demorar 50 minutos, a terceira sessão acabou após seis frames, em vez dos planeados oito.[52]
- Após recuperar de uma desvantagem 5–10, Selby venceu 10 dos 12 frames seguintes para chegar a vencer por 15–12, antes de terminar o encontro em 18–14 e conquistar pela primeira vez o título mundial. A vitória também fez de Selby o nono jogador a ganhar a Triple Crown e recolocou-o como número 1 mundial.[53] A recuperação de Selby de uma desvantagem de 5 frames foi a quarta maior de sempre em finais de campeonato mundial, e a maior desde que O'Sullivan recuperou de uma desvantagem de 5-0 frente a Graeme Dott para ganhar 18-8.
- Foi a primeira vez que O'Sullivan perdeu uma final do campeonato mundial.[53]

## Prémios e pontos
O primeiro prémio, de 300000 libras esterlinas, é o prémio mais alto de sempre atribuído num torneio de snooker.
| Nível                         | Prémio      | Pontos        |
| ----------------------------- | ----------- | ------------- |
| Vencedor                      | 300 000 £   | 10 000        |
| Finalista                     | 125 000 £   | 8 000         |
| Semifinalistas                | 55 000 £    | 6 400         |
| Quartos de final              | 25 000 £    | 5 000         |
| Oitavos de final              | 16 000 £    | 3 800         |
| 32 avos de final              | 12 000 £    | 2 800 (1 400) |
| 48 avos de final              | 8 500 £     | 2 300 (1 150) |
| 64 avos de final              | 5 000 £     | 1 800 (900)   |
| 96 avos de final              |             | 1 000 (650)   |
| Maior break não televisionado | 1 000 £     |               |
| Maior break televisionado     | 10 000 £    |               |
| Total                         | 1 214 000 £ |               |

- Os cabeças de série que percam o primeiro encontro só recebem metade dos pontos (indicados no quadro entre parêntesis).

## Resultados
Mostram-se os resultados de cada ronda. Os números entre parêntesis ao lado de alguns jogadores indicam as posições no ranking como cabeças de série (no campeonato há 16 cabeças de série e 16 que não o são, vindos das qualificatórias). O sorteio para os jogos da primeira ronda foi feito em 17 de abril de 2014, um dia após a qualificatória, e emitido ao vivo no canal do Youtube da World Snooker.
|  | Primeira ronda        | Primeira ronda      |                       |    | Segunda ronda       | Segunda ronda       |  |  | Quartos de final    | Quartos de final    |  |  | Semifinais          | Semifinais          |
|  | Melhor de 19 frames   | Melhor de 19 frames |                       |    | Melhor de 25 frames | Melhor de 25 frames |  |  | Melhor de 25 frames | Melhor de 25 frames |  |  | Melhor de 33 frames | Melhor de 33 frames |
|  |                       |                     |                       |    |                     |                     |  |  |                     |                     |  |  |                     |                     |
|  | 19 abril              |                     |                       |    |                     |                     |  |  |                     |                     |  |  |                     |                     |
|  |                       |                     |                       |    |                     |                     |  |  |                     |                     |  |  |                     |                     |
|  | Ronnie O'Sullivan (1) | 10                  |                       |    |                     |                     |  |  |                     |                     |  |  |                     |                     |
|  | Ronnie O'Sullivan (1) | 10                  | 24, 25 e 26 abril     |    |                     |                     |  |  |                     |                     |  |  |                     |                     |
|  | Robin Hull            | 4                   |                       |    |                     |                     |  |  |                     |                     |  |  |                     |                     |
|  | Robin Hull            | 4                   | Ronnie O'Sullivan (1) | 13 |                     |                     |  |  |                     |                     |  |  |                     |                     |
|  | 20 e 21 abril         |                     | Ronnie O'Sullivan (1) | 13 |                     |                     |  |  |                     |                     |  |  |                     |                     |
|  |                       | Joe Perry (16)      | 11                    |    |                     |                     |  |  |                     |                     |  |  |                     |                     |
|  | Joe Perry (16)        | Joe Perry (16)      | 11                    | 10 |                     |                     |  |  |                     |                     |  |  |                     |                     |
|  | Joe Perry (16)        |                     | 29 e 30 abril         | 10 |                     |                     |  |  |                     |                     |  |  |                     |                     |
|  | Jamie Burnett         | 7                   |                       |    |                     |                     |  |  |                     |                     |  |  |                     |                     |
|  | Jamie Burnett         | 7                   | Ronnie O'Sullivan (1) | 13 |                     |                     |  |  |                     |                     |  |  |                     |                     |
|  | 19 e 20 abril         |                     | Ronnie O'Sullivan (1) | 13 |                     |                     |  |  |                     |                     |  |  |                     |                     |
|  |                       | Shaun Murphy (9)    | 3                     |    |                     |                     |  |  |                     |                     |  |  |                     |                     |
|  | Shaun Murphy (9)      | Shaun Murphy (9)    | 3                     | 10 |                     |                     |  |  |                     |                     |  |  |                     |                     |
|  | Shaun Murphy (9)      | 27 e 28 abril       |                       | 10 |                     |                     |  |  |                     |                     |  |  |                     |                     |
|  | Jamie Cope            | 9                   |                       |    |                     |                     |  |  |                     |                     |  |  |                     |                     |
|  | Jamie Cope            | 9                   | Shaun Murphy(9)       | 13 |                     |                     |  |  |                     |                     |  |  |                     |                     |
|  | 22 e 23 abril         |                     | Shaun Murphy(9)       | 13 |                     |                     |  |  |                     |                     |  |  |                     |                     |
|  |                       | Marco Fu (8)        | 8                     |    |                     |                     |  |  |                     |                     |  |  |                     |                     |
|  | Marco Fu (8)          | Marco Fu (8)        | 8                     | 10 |                     |                     |  |  |                     |                     |  |  |                     |                     |
|  | Marco Fu (8)          |                     | 1, 2 e 3 de maio      | 10 |                     |                     |  |  |                     |                     |  |  |                     |                     |
|  | Martin Gould          | 7                   |                       |    |                     |                     |  |  |                     |                     |  |  |                     |                     |
|  | Martin Gould          | 7                   | Ronnie O'Sullivan (1) | 17 |                     |                     |  |  |                     |                     |  |  |                     |                     |
|  | 22 e 23 abril         |                     | Ronnie O'Sullivan (1) | 17 |                     |                     |  |  |                     |                     |  |  |                     |                     |
|  |                       | Barry Hawkins (5)   | 7                     |    |                     |                     |  |  |                     |                     |  |  |                     |                     |
|  | Barry Hawkins (5)     | Barry Hawkins (5)   | 7                     | 10 |                     |                     |  |  |                     |                     |  |  |                     |                     |
|  | Barry Hawkins (5)     | 25 e 26 abril       |                       | 10 |                     |                     |  |  |                     |                     |  |  |                     |                     |
|  | David Gilbert         | 4                   |                       |    |                     |                     |  |  |                     |                     |  |  |                     |                     |
|  | David Gilbert         | 4                   | Barry Hawkins (5)     | 13 |                     |                     |  |  |                     |                     |  |  |                     |                     |
|  | 21 e 22 abril         |                     | Barry Hawkins (5)     | 13 |                     |                     |  |  |                     |                     |  |  |                     |                     |
|  |                       | Ricky Walden (12)   | 11                    |    |                     |                     |  |  |                     |                     |  |  |                     |                     |
|  | Ricky Walden (12)     | Ricky Walden (12)   | 11                    | 10 |                     |                     |  |  |                     |                     |  |  |                     |                     |
|  | Ricky Walden (12)     |                     | 29 e 30 abril         | 10 |                     |                     |  |  |                     |                     |  |  |                     |                     |
|  | Kyren Wilson          | 7                   |                       |    |                     |                     |  |  |                     |                     |  |  |                     |                     |
|  | Kyren Wilson          | 7                   | Barry Hawkins (5)     | 13 |                     |                     |  |  |                     |                     |  |  |                     |                     |
|  | 23 e 24 abril         |                     | Barry Hawkins (5)     | 13 |                     |                     |  |  |                     |                     |  |  |                     |                     |
|  |                       | Dominic Dale        | 12                    |    |                     |                     |  |  |                     |                     |  |  |                     |                     |
|  | Mark Davis (13)       | Dominic Dale        | 12                    | 5  |                     |                     |  |  |                     |                     |  |  |                     |                     |
|  | Mark Davis (13)       | 26, 27 e 28 abril   |                       | 5  |                     |                     |  |  |                     |                     |  |  |                     |                     |
|  | Dominic Dale          | 10                  |                       |    |                     |                     |  |  |                     |                     |  |  |                     |                     |
|  | Dominic Dale          | 10                  | Dominic Dale          | 13 |                     |                     |  |  |                     |                     |  |  |                     |                     |
|  | 20 e 21 abril         |                     | Dominic Dale          | 13 |                     |                     |  |  |                     |                     |  |  |                     |                     |
|  |                       | Michael Wasley      | 4                     |    |                     |                     |  |  |                     |                     |  |  |                     |                     |
|  | Ding Junhui (4)       | Michael Wasley      | 4                     | 9  |                     |                     |  |  |                     |                     |  |  |                     |                     |
|  | Ding Junhui (4)       |                     |                       | 9  |                     |                     |  |  |                     |                     |  |  |                     |                     |
|  | Michael Wasley        | 10                  |                       |    |                     |                     |  |  |                     |                     |  |  |                     |                     |
|  | Michael Wasley        | 10                  |                       |    |                     |                     |  |  |                     |                     |  |  |                     |                     |
|  | 21 abril              |                     |                       |    |                     |                     |  |  |                     |                     |  |  |                     |                     |
|  |                       |                     |                       |    |                     |                     |  |  |                     |                     |  |  |                     |                     |
|  | Mark Selby (3)        | 10                  |                       |    |                     |                     |  |  |                     |                     |  |  |                     |                     |
|  | Mark Selby (3)        | 10                  | 24 e 25 abril         |    |                     |                     |  |  |                     |                     |  |  |                     |                     |
|  | Michael White         | 9                   |                       |    |                     |                     |  |  |                     |                     |  |  |                     |                     |
|  | Michael White         | 9                   | Mark Selby (3)        | 13 |                     |                     |  |  |                     |                     |  |  |                     |                     |
|  | 19 e 20 abril         |                     | Mark Selby (3)        | 13 |                     |                     |  |  |                     |                     |  |  |                     |                     |
|  |                       | Ali Carter (14)     | 9                     |    |                     |                     |  |  |                     |                     |  |  |                     |                     |
|  | Ali Carter (14)       | Ali Carter (14)     | 9                     | 10 |                     |                     |  |  |                     |                     |  |  |                     |                     |
|  | Ali Carter (14)       |                     | 29 e 30 abril         | 10 |                     |                     |  |  |                     |                     |  |  |                     |                     |
|  | Xiao Guodong          | 8                   |                       |    |                     |                     |  |  |                     |                     |  |  |                     |                     |
|  | Xiao Guodong          | 8                   | Mark Selby (3)        | 13 |                     |                     |  |  |                     |                     |  |  |                     |                     |
|  | 21 e 22 abril         |                     | Mark Selby (3)        | 13 |                     |                     |  |  |                     |                     |  |  |                     |                     |
|  |                       | Alan McManus        | 5                     |    |                     |                     |  |  |                     |                     |  |  |                     |                     |
|  | John Higgins (11)     | Alan McManus        | 5                     | 7  |                     |                     |  |  |                     |                     |  |  |                     |                     |
|  | John Higgins (11)     | 25 e 26 abril       |                       | 7  |                     |                     |  |  |                     |                     |  |  |                     |                     |
|  | Alan McManus          | 10                  |                       |    |                     |                     |  |  |                     |                     |  |  |                     |                     |
|  | Alan McManus          | 10                  | Alan McManus          | 13 |                     |                     |  |  |                     |                     |  |  |                     |                     |
|  | 19 e 20 abril         |                     | Alan McManus          | 13 |                     |                     |  |  |                     |                     |  |  |                     |                     |
|  |                       | Ken Doherty         | 8                     |    |                     |                     |  |  |                     |                     |  |  |                     |                     |
|  | Stuart Bingham (6)    | Ken Doherty         | 8                     | 5  |                     |                     |  |  |                     |                     |  |  |                     |                     |
|  | Stuart Bingham (6)    |                     | 1, 2 e 3 de maio      | 5  |                     |                     |  |  |                     |                     |  |  |                     |                     |
|  | Ken Doherty           | 10                  |                       |    |                     |                     |  |  |                     |                     |  |  |                     |                     |
|  | Ken Doherty           | 10                  | Mark Selby (3)        | 17 |                     |                     |  |  |                     |                     |  |  |                     |                     |
|  | 22 e 23 abril         |                     | Mark Selby (3)        | 17 |                     |                     |  |  |                     |                     |  |  |                     |                     |
|  |                       | Neil Robertson (2)  | 15                    |    |                     |                     |  |  |                     |                     |  |  |                     |                     |
|  | Judd Trump (7)        | Neil Robertson (2)  | 15                    | 10 |                     |                     |  |  |                     |                     |  |  |                     |                     |
|  | Judd Trump (7)        | 26, 27 e 28 abril   |                       | 10 |                     |                     |  |  |                     |                     |  |  |                     |                     |
|  | Tom Ford              | 8                   |                       |    |                     |                     |  |  |                     |                     |  |  |                     |                     |
|  | Tom Ford              | 8                   | Judd Trump (7)        | 13 |                     |                     |  |  |                     |                     |  |  |                     |                     |
|  | 19 e 20 abril         |                     | Judd Trump (7)        | 13 |                     |                     |  |  |                     |                     |  |  |                     |                     |
|  |                       | Ryan Day            | 7                     |    |                     |                     |  |  |                     |                     |  |  |                     |                     |
|  | Stephen Maguire (10)  | Ryan Day            | 7                     | 9  |                     |                     |  |  |                     |                     |  |  |                     |                     |
|  | Stephen Maguire (10)  |                     | 29 e 30 abril         | 9  |                     |                     |  |  |                     |                     |  |  |                     |                     |
|  | Ryan Day              | 10                  |                       |    |                     |                     |  |  |                     |                     |  |  |                     |                     |
|  | Ryan Day              | 10                  | Judd Trump (7)        | 11 |                     |                     |  |  |                     |                     |  |  |                     |                     |
|  | 22 e 23 abril         |                     | Judd Trump (7)        | 11 |                     |                     |  |  |                     |                     |  |  |                     |                     |
|  |                       | Neil Robertson (2)  | 13                    |    |                     |                     |  |  |                     |                     |  |  |                     |                     |
|  | Mark Allen (15)       | Neil Robertson (2)  | 13                    | 10 |                     |                     |  |  |                     |                     |  |  |                     |                     |
|  | Mark Allen (15)       | 27 e 28 abril       |                       | 10 |                     |                     |  |  |                     |                     |  |  |                     |                     |
|  | Michael Holt          | 4                   |                       |    |                     |                     |  |  |                     |                     |  |  |                     |                     |
|  | Michael Holt          | 4                   | Mark Allen (15)       | 7  |                     |                     |  |  |                     |                     |  |  |                     |                     |
|  | 23 e 24 abril         |                     | Mark Allen (15)       | 7  |                     |                     |  |  |                     |                     |  |  |                     |                     |
|  |                       | Neil Robertson (2)  | 13                    |    |                     |                     |  |  |                     |                     |  |  |                     |                     |
|  | Neil Robertson (2)    | Neil Robertson (2)  | 13                    | 10 |                     |                     |  |  |                     |                     |  |  |                     |                     |
|  | Neil Robertson (2)    |                     |                       | 10 |                     |                     |  |  |                     |                     |  |  |                     |                     |
|  | Robbie Williams       | 2                   |                       |    |                     |                     |  |  |                     |                     |  |  |                     |                     |
|  | Robbie Williams       | 2                   |                       |    |                     |                     |  |  |                     |                     |  |  |                     |                     |

| Final (Melhor de 35 jogos) Crucible Theatre, Sheffield, 4 e 5 de maio. Árbitro: Brendan Moore. | | |
| Ronnie O'Sullivan (1) · Inglaterra | 14–18 | Mark Selby (3) · Inglaterra |
| 77-0, 64-26, 102-0, 28-69, 47-68, 80-8, 36-72, 66-54, 99-24, 70-47, 67-27, 25-82, 45-96, 131-0, 85-0, 10-84, 9-78, 35-81, 23-77, 7-84, 29-89, 76-38, 67-70, 100-0, 24-67, 39-64, 4-90, 79-0, 66-47, 0-131, 14-87, 56-62 | Breaks de 100+ pontos: 4 (O'Sullivan 3, Selby 1) Break máximo de O'Sullivan: 131 Break máximo de Selby: 127 | 77-0, 64-26, 102-0, 28-69, 47-68, 80-8, 36-72, 66-54, 99-24, 70-47, 67-27, 25-82, 45-96, 131-0, 85-0, 10-84, 9-78, 35-81, 23-77, 7-84, 29-89, 76-38, 67-70, 100-0, 24-67, 39-64, 4-90, 79-0, 66-47, 0-131, 14-87, 56-62 |
| Mark Selby vence o 2014 Dafabet World Snooker Championship | | |

## Qualificatórias
As rondas de qualificação 1–3 para o torneio foram realizadas entre 8 e 13 de abril de 2014 no Ponds Forge International Sports Centre em Sheffield, Inglaterra. A ronda final de qualificação ocorreu em 15 e 16 de abril de 2014 no mesmo local. A ronda qualificatória para o campeonato mundial foi o primeiro evento de snooker realizado no local.
|  | Round 1 Melhor de 19 frames | Round 1 Melhor de 19 frames | Round 1 Melhor de 19 frames |  |  | Round 2 Melhor de 19 frames | Round 2 Melhor de 19 frames | Round 2 Melhor de 19 frames |  |               | Round 3 Melhor de 19 frames | Round 3 Melhor de 19 frames | Round 3 Melhor de 19 frames |  |               | Round 4 Melhor de 19 frames | Round 4 Melhor de 19 frames | Round 4 Melhor de 19 frames |
|  |                             |                             |                             |  |  |                             |                             |                             |  |               |                             |                             |                             |  |               |                             |                             |                             |
|  | China                       | Zhang Anda                  | 10                          |  |  | Tailândia                   | Dechawat Poomjaeng          | 10                          |  |               |                             |                             |                             |  |               |                             |                             |                             |
|  | País de Gales               | Andrew Pagett               | 2                           |  |  | China                       | Zhang Anda                  | 8                           |  |               | Tailândia                   | Dechawat Poomjaeng          | 10                          |  |               | República da Irlanda        | Ken Doherty                 | 10                          |
|  | Inglaterra                  | Craig Steadman              | 10                          |  |  | Inglaterra                  | Steve Davis                 | 8                           |  | Inglaterra    | Craig Steadman              | 6                           |                             |  | Tailândia     | Dechawat Poomjaeng          | 5                           |                             |
|  | País de Gales               | Jak Jones                   | 7                           |  |  | Inglaterra                  | Craig Steadman              | 10                          |  |               |                             |                             |                             |  |               |                             |                             |                             |
|  |                             |                             |                             |  |  |                             |                             |                             |  |               |                             |                             |                             |  |               |                             |                             |                             |
|  | Inglaterra                  | Liam Highfield              | 10                          |  |  | Inglaterra                  | Jimmy Robertson             | 10                          |  |               |                             |                             |                             |  |               |                             |                             |                             |
|  | Líbia                       | Khalid Belaied              | 2                           |  |  | Inglaterra                  | Liam Highfield              | 7                           |  |               | Inglaterra                  | Jimmy Robertson             | 10                          |  |               | Inglaterra                  | David Gilbert               | 10                          |
|  | Tailândia                   | Thanawat Thirapongpaiboon   | 10                          |  |  | Escócia                     | Anthony McGill              | 10                          |  | Escócia       | Anthony McGill              | 9                           |                             |  | Inglaterra    | Jimmy Robertson             | 6                           |                             |
|  | Inglaterra                  | Sanderson Lam               | 8                           |  |  | Tailândia                   | Thanawat Thirapongpaiboon   | 7                           |  |               |                             |                             |                             |  |               |                             |                             |                             |
|  |                             |                             |                             |  |  |                             |                             |                             |  |               |                             |                             |                             |  |               |                             |                             |                             |
|  | Inglaterra                  | Barry Pinches               | 10                          |  |  | Inglaterra                  | Alfie Burden                | 10                          |  |               |                             |                             |                             |  |               |                             |                             |                             |
|  | Inglaterra                  | Hammad Miah                 | 3                           |  |  | Inglaterra                  | Barry Pinches               | 4                           |  |               | Inglaterra                  | Alfie Burden                | 3                           |  |               | Escócia                     | Graeme Dott                 | 7                           |
|  | Inglaterra                  | Kyren Wilson                | 10                          |  |  | Inglaterra                  | Rod Lawler                  | 3                           |  | Inglaterra    | Kyren Wilson                | 10                          |                             |  | Inglaterra    | Kyren Wilson                | 10                          |                             |
|  | Inglaterra                  | Chris Norbury               | 6                           |  |  | Inglaterra                  | Kyren Wilson                | 10                          |  |               |                             |                             |                             |  |               |                             |                             |                             |
|  |                             |                             |                             |  |  |                             |                             |                             |  |               |                             |                             |                             |  |               |                             |                             |                             |
|  | Inglaterra                  | Martin O'Donnell            | 10                          |  |  | Inglaterra                  | Andrew Higginson            | 10                          |  |               |                             |                             |                             |  |               |                             |                             |                             |
|  | Inglaterra                  | Shane Castle                | 1                           |  |  | Inglaterra                  | Martin O'Donnell            | 5                           |  |               | Inglaterra                  | Andrew Higginson            | 10                          |  |               | País de Gales               | Dominic Dale                | 10                          |
|  | País de Gales               | Daniel Wells                | 10                          |  |  | Noruega                     | Kurt Maflin                 | 10                          |  | Noruega       | Kurt Maflin                 | 3                           |                             |  | Inglaterra    | Andrew Higginson            | 6                           |                             |
|  | Inglaterra                  | Ryan Clark                  | 9                           |  |  | País de Gales               | Daniel Wells                | 7                           |  |               |                             |                             |                             |  |               |                             |                             |                             |
|  |                             |                             |                             |  |  |                             |                             |                             |  |               |                             |                             |                             |  |               |                             |                             |                             |
|  | Inglaterra                  | Jamie O'Neill               | 9                           |  |  | Inglaterra                  | Peter Lines                 | 10                          |  |               |                             |                             |                             |  |               |                             |                             |                             |
|  | China                       | Cao Xinlong                 | 10                          |  |  | China                       | Cao Xinlong                 | 9                           |  |               | Inglaterra                  | Peter Lines                 | 8                           |  |               | País de Gales               | Mark Williams               | 8                           |
|  | Inglaterra                  | Paul Davison                | 10                          |  |  | Escócia                     | Alan McManus                | 10                          |  | Escócia       | Alan McManus                | 10                          |                             |  | Escócia       | Alan McManus                | 10                          |                             |
|  | Inglaterra                  | Chris Wakelin               | 9                           |  |  | Inglaterra                  | Paul Davison                | 2                           |  |               |                             |                             |                             |  |               |                             |                             |                             |
|  |                             |                             |                             |  |  |                             |                             |                             |  |               |                             |                             |                             |  |               |                             |                             |                             |
|  | Escócia                     | Michael Leslie              | 6                           |  |  | Índia                       | Aditya Mehta                | 10                          |  |               |                             |                             |                             |  |               |                             |                             |                             |
|  | Inglaterra                  | Christopher Keogan          | 10                          |  |  | Inglaterra                  | Christopher Keogan          | 4                           |  |               | Índia                       | Aditya Mehta                | 5                           |  |               | Inglaterra                  | Michael Holt                | 10                          |
|  | Inglaterra                  | Joel Walker                 | 10                          |  |  | País de Gales               | Jamie Jones                 | 10                          |  | País de Gales | Jamie Jones                 | 10                          |                             |  | País de Gales | Jamie Jones                 | 6                           |                             |
|  | Inglaterra                  | Allan Taylor                | 8                           |  |  | Inglaterra                  | Joel Walker                 | 9                           |  |               |                             |                             |                             |  |               |                             |                             |                             |
|  |                             |                             |                             |  |  |                             |                             |                             |  |               |                             |                             |                             |  |               |                             |                             |                             |
|  | Tailândia                   | James Wattana               | 9                           |  |  | Escócia                     | Marcus Campbell             | 4                           |  |               |                             |                             |                             |  |               |                             |                             |                             |
|  | Malta                       | Alex Borg                   | 10                          |  |  | Malta                       | Alex Borg                   | 10                          |  |               | Malta                       | Alex Borg                   | 7                           |  |               | Inglaterra                  | Mark King                   | 7                           |
|  | Inglaterra                  | Sam Baird                   | 9                           |  |  | Inglaterra                  | Jamie Cope                  | 10                          |  | Inglaterra    | Jamie Cope                  | 10                          |                             |  | Inglaterra    | Jamie Cope                  | 10                          |                             |
|  | Inglaterra                  | John Astley                 | 10                          |  |  | Inglaterra                  | John Astley                 | 2                           |  |               |                             |                             |                             |  |               |                             |                             |                             |
|  |                             |                             |                             |  |  |                             |                             |                             |  |               |                             |                             |                             |  |               |                             |                             |                             |
|  | Inglaterra                  | Gary Wilson                 | 4                           |  |  | Inglaterra                  | Tom Ford                    | 10                          |  |               |                             |                             |                             |  |               |                             |                             |                             |
|  | Inglaterra                  | James Cahill                | 10                          |  |  | Inglaterra                  | James Cahill                | 6                           |  |               | Inglaterra                  | Tom Ford                    | 10                          |  |               | País de Gales               | Matthew Stevens             | 8                           |
|  | Bélgica                     | Luca Brecel                 | 10                          |  |  | China                       | Yu Delu                     | 7                           |  | Bélgica       | Luca Brecel                 | 1                           |                             |  | Inglaterra    | Tom Ford                    | 10                          |                             |
|  | Inglaterra                  | Lee Page                    | 8                           |  |  | Bélgica                     | Luca Brecel                 | 10                          |  |               |                             |                             |                             |  |               |                             |                             |                             |
|  |                             |                             |                             |  |  |                             |                             |                             |  |               |                             |                             |                             |  |               |                             |                             |                             |
|  | China                       | Chen Zhe                    | 10                          |  |  | Inglaterra                  | Mark Joyce                  | 10                          |  |               |                             |                             |                             |  |               |                             |                             |                             |
|  | Inglaterra                  | Antony Parsons              | 8                           |  |  | China                       | Chen Zhe                    | 8                           |  |               | Inglaterra                  | Mark Joyce                  | 6                           |  |               | Inglaterra                  | Robert Milkins              | 9                           |
|  | Inglaterra                  | Michael Wasley              | 10                          |  |  | Inglaterra                  | Rory McLeod                 | 6                           |  | Inglaterra    | Michael Wasley              | 10                          |                             |  | Inglaterra    | Michael Wasley              | 10                          |                             |
|  | Inglaterra                  | Sydney Wilson               | 9                           |  |  | Inglaterra                  | Michael Wasley              | 10                          |  |               |                             |                             |                             |  |               |                             |                             |                             |
|  |                             |                             |                             |  |  |                             |                             |                             |  |               |                             |                             |                             |  |               |                             |                             |                             |
|  | Inglaterra                  | Robbie Williams             | 10                          |  |  | China                       | Liu Chuang                  | 5                           |  |               |                             |                             |                             |  |               |                             |                             |                             |
|  | China                       | Lu Haotian                  | 8                           |  |  | Inglaterra                  | Robbie Williams             | 10                          |  |               | Inglaterra                  | Robbie Williams             | 10                          |  |               | República da Irlanda        | Fergal O'Brien              | 9                           |
|  | China                       | Li Hang                     | 10                          |  |  | Índia                       | Pankaj Advani               | 10                          |  | Índia         | Pankaj Advani               | 7                           |                             |  | Inglaterra    | Robbie Williams             | 10                          |                             |
|  | Tailândia                   | Ratchayothin Yotharuck      | 5                           |  |  | China                       | Li Hang                     | 9                           |  |               |                             |                             |                             |  |               |                             |                             |                             |
|  |                             |                             |                             |  |  |                             |                             |                             |  |               |                             |                             |                             |  |               |                             |                             |                             |
|  | Malta                       | Tony Drago                  | 3                           |  |  | China                       | Tian Pengfei                | 6                           |  |               |                             |                             |                             |  |               |                             |                             |                             |
|  | Finlândia                   | Robin Hull                  | 10                          |  |  | Finlândia                   | Robin Hull                  | 10                          |  |               | Finlândia                   | Robin Hull                  | 10                          |  |               | Inglaterra                  | Peter Ebdon                 | 8                           |
|  | Inglaterra                  | Ian Burns                   | 10                          |  |  | Inglaterra                  | Jimmy White                 | 4                           |  | Inglaterra    | Ian Burns                   | 4                           |                             |  | Finlândia     | Robin Hull                  | 10                          |                             |
|  | Escócia                     | Fraser Patrick              | 6                           |  |  | Inglaterra                  | Ian Burns                   | 10                          |  |               |                             |                             |                             |  |               |                             |                             |                             |
|  |                             |                             |                             |  |  |                             |                             |                             |  |               |                             |                             |                             |  |               |                             |                             |                             |
|  | Inglaterra                  | Sean O'Sullivan             | 9                           |  |  | Inglaterra                  | Martin Gould                | 10                          |  |               |                             |                             |                             |  |               |                             |                             |                             |
|  | Inglaterra                  | Mitchell Travis             | 10                          |  |  | Inglaterra                  | Mitchell Travis             | 1                           |  |               | Inglaterra                  | Martin Gould                | 10                          |  |               | China                       | Liang Wenbo                 | 7                           |
|  | Inglaterra                  | Adam Duffy                  | 4                           |  |  | Irlanda do Norte            | Gerard Greene               | 8                           |  | Brasil        | Igor Figueiredo             | 1                           |                             |  | Inglaterra    | Martin Gould                | 10                          |                             |
|  | Brasil                      | Igor Figueiredo             | 10                          |  |  | Brasil                      | Igor Figueiredo             | 10                          |  |               |                             |                             |                             |  |               |                             |                             |                             |
|  |                             |                             |                             |  |  |                             |                             |                             |  |               |                             |                             |                             |  |               |                             |                             |                             |
|  | Tailândia                   | Noppon Saengkham            | 9                           |  |  | Escócia                     | Jamie Burnett               | 10                          |  |               |                             |                             |                             |  |               |                             |                             |                             |
|  | Austrália                   | Vinnie Calabrese            | 10                          |  |  | Austrália                   | Vinnie Calabrese            | 4                           |  |               | Escócia                     | Jamie Burnett               | 10                          |  |               | Inglaterra                  | Ben Woollaston              | 8                           |
|  | Escócia                     | Scott Donaldson             | 10                          |  |  | China                       | Cao Yupeng                  | 10                          |  | China         | Cao Yupeng                  | 8                           |                             |  | Escócia       | Jamie Burnett               | 10                          |                             |
|  | Catar                       | Ahmed Saif                  | 6                           |  |  | Escócia                     | Scott Donaldson             | 5                           |  |               |                             |                             |                             |  |               |                             |                             |                             |
|  |                             |                             |                             |  |  |                             |                             |                             |  |               |                             |                             |                             |  |               |                             |                             |                             |
|  | Inglaterra                  | Stuart Carrington           | 10                          |  |  | Inglaterra                  | Jack Lisowski               | 7                           |  |               |                             |                             |                             |  |               |                             |                             |                             |
|  | Inglaterra                  | Andrew Norman               | 5                           |  |  | Inglaterra                  | Stuart Carrington           | 10                          |  |               | Inglaterra                  | Stuart Carrington           | 10                          |  |               | País de Gales               | Ryan Day                    | 10                          |
|  | Inglaterra                  | David Grace                 | 6                           |  |  | Inglaterra                  | Nigel Bond                  | 10                          |  | Inglaterra    | Nigel Bond                  | 5                           |                             |  | Inglaterra    | Stuart Carrington           | 5                           |                             |
|  | Escócia                     | Ross Muir                   | 10                          |  |  | Escócia                     | Ross Muir                   | 5                           |  |               |                             |                             |                             |  |               |                             |                             |                             |
|  |                             |                             |                             |  |  |                             |                             |                             |  |               |                             |                             |                             |  |               |                             |                             |                             |
|  | Inglaterra                  | Mike Dunn                   | 2                           |  |  | Inglaterra                  | Matthew Selt                | 10                          |  |               |                             |                             |                             |  |               |                             |                             |                             |
|  | Escócia                     | Rhys Clark                  | 10                          |  |  | Escócia                     | Rhys Clark                  | 6                           |  |               | Inglaterra                  | Matthew Selt                | 10                          |  |               | País de Gales               | Michael White               | 10                          |
|  | República da Irlanda        | David Morris                | 7                           |  |  | Tailândia                   | Thepchaiya Un-Nooh          | 10                          |  | Tailândia     | Thepchaiya Un-Nooh          | 2                           |                             |  | Inglaterra    | Matthew Selt                | 7                           |                             |
|  | Suíça                       | Alexander Ursenbacher       | 10                          |  |  | Suíça                       | Alexander Ursenbacher       | 5                           |  |               |                             |                             |                             |  |               |                             |                             |                             |
|  |                             |                             |                             |  |  |                             |                             |                             |  |               |                             |                             |                             |  |               |                             |                             |                             |
|  | Inglaterra                  | Alex Davies                 | 7                           |  |  | Inglaterra                  | Anthony Hamilton            | 7                           |  |               |                             |                             |                             |  |               |                             |                             |                             |
|  | Irlanda do Norte            | Joe Swail                   | 10                          |  |  | Irlanda do Norte            | Joe Swail                   | 10                          |  |               | Irlanda do Norte            | Joe Swail                   | 8                           |  |               | China                       | Xiao Guodong                | 10                          |
|  | China                       | Li Yan                      | 10                          |  |  | Inglaterra                  | Dave Harold                 | 3                           |  | China         | Li Yan                      | 10                          |                             |  | China         | Li Yan                      | 1                           |                             |
|  | Inglaterra                  | Elliot Slessor              | 5                           |  |  | China                       | Li Yan                      | 10                          |  |               |                             |                             |                             |  |               |                             |                             |                             |